# Intoxication au cobalt (maladie professionnelle)
L'intoxication au cobalt est reconnue comme maladie professionnelle en France dans des cas définis.
Ce sujet relève du domaine de la législation sur la protection sociale et a un caractère davantage  juridique que médical.

## Législation enFrance

### Régime général
| Fiche Maladie professionnelle | Fiche Maladie professionnelle | Fiche Maladie professionnelle |
| Ce tableau définit les critères à prendre en compte pour que les affections provoquées par le cobalt soient prises en charge au titre de la maladie professionnelle.          | Ce tableau définit les critères à prendre en compte pour que les affections provoquées par le cobalt soient prises en charge au titre de la maladie professionnelle. | Ce tableau définit les critères à prendre en compte pour que les affections provoquées par le cobalt soient prises en charge au titre de la maladie professionnelle. |
| Régime Général. Date de création : 19 juillet 1980 | Régime Général. Date de création : 19 juillet 1980 | Régime Général. Date de création : 19 juillet 1980 |
| Tableau N° 70 RG | Tableau N° 70 RG | Tableau N° 70 RG |
| Affections professionnelles provoquées par le Cobalt et ses composés | Affections professionnelles provoquées par le Cobalt et ses composés                                                                                                 | Affections professionnelles provoquées par le Cobalt et ses composés                                                                                                 |
| --- | --- | --- |
| Désignation des maladies | Délai de prise en charge | Liste indicative des principaux travaux susceptibles de provoquer ces maladies                                                                                       |
| Lésions eczéma (syndrome)tiformes récidivant après nouvelle exposition au risque ou confirmées par un test épicutané positif spécifique.                                      | 15 jours | Préparation, emploi et manipulation du cobalt et de ses composés. |
| Rhinite récidivant en cas de nouvelle exposition au risque ou confirmée par test spécifique.                                                                                  | 7 jours | |
| Asthme ou dyspnée asthmatiforme objectivé(e) par exploration fonctionnelle respiratoire récidivant en cas de nouvelle exposition au risque ou confirmé(e)par test spécifique. | 7 jours | |
| Insuffisance respiratoire chronique obstructive secondaire à la maladie asthmatique.                                                                                          | 1 an | |
| Date de mise à jour : 9 mars 2000 | | |

## Sources spécifiques
- (fr) Tableau N° 70 des maladies professionnelles du régime Général

## Sources générales
- (fr) Tableaux du régime Général sur le site de l’AIMT
- (fr) Tous les tableaux du régime Général
- (fr) Tous les tableaux du régime Agricole
- (fr) Guide des maladies professionnelles sur le site de l’INRS

## Autres liens
- (fr) Maladies à caractère professionnel

## Internationalisation
- (fr) Liste Européenne des maladies professionnelles
- (fr) Liste des maladies professionnelles au Sénégal
- (fr) Liste des maladies professionnelles en Tunisie